# 湖南市立石部小学校
湖南市立石部小学校（こなんしりつ いしべしょうがっこう）は、滋賀県湖南市石部中央にある市立の小学校。

## 所在地
- 滋賀県湖南市石部中央2丁目3−1

## 沿革
- 1871年（明治4年）4月 - 小島本陣内に石部学校設立
- 1872年（明治5年）9月 - 校舎を浄現寺に移す
- 1873年（明治6年）4月 - 東寺村長寿寺に詳議学校設立
- 1874年（明治7年）5月10日 - 公立石部学校創始
- 1877年（明治10年）3月 - 詳議学校新校舎落成
- 1887年（明治20年）4月 - 尋常科石部小学校と改称
- 1877年（明治20年）11月 - 尋常科阿星小学校と改称
- 1887年（明治20年）11月 - 高等科石部小学校を創設
- 1892年（明治25年）6月 - 尋常科石部小学校の支校を廃し、阿星尋常小学校を創設
- 1892年（明治25年）9月 - 石部尋常高等小学校と改称
- 1902年（明治35年）3月 - 阿星尋常小学校を廃し、石部尋常小学校の分教場とする
- 1892年（明治35年）4月 - 現在の場所に新校舎落成
- 1903年（明治36年）6月 - 町制施行、石部村が石部町に
- 1925年（大正14年）6月 - 増築校舎が完成
- 1935年（昭和10年）10月 - 増築校舎、講堂が完成
- 1936年（昭和11年）4月 - 東西寺分教場の改築工事完成
- 1938年（昭和13年）- 第１号校歌制定
- 1941年（昭和16年）- 校名を石部国民学校と改称
- 1947年（昭和22年）4月1日 - 国民学校から石部町立石部小学校に（東西寺分校併設）
- 1954年（昭和29年）5月10日 - 創立80周年記念式典開催
- 1955年（昭和30年）12月6日 - 新校舎完成
- 1956年（昭和31年）8月31日 - 石部小学校 東西寺分校落成
- 1962年（昭和37年）3月20日 - 現校歌制定
- 1966年（昭和41年）10月7日 - 東西寺分校閉校式
- 1973年（昭和48年）12月27日 - 現体育館竣工
- 1974年（昭和49年）10月13日 - 開校100周年ならびに町制70周年記念式典
- 1980年（昭和55年）- 石部南小学校と分離
- 1981年（昭和56年）5月9日 - 創立107周年記念、校歌碑除幕式、記念式
- 1982年（昭和57年）7月15日 - 新プール竣工。プール開き
- 1994年（平成6年）5月15日 - 創立120周年記念式典　校章、校名章、「美しい自然、心の園」の像、各除幕式

記念講演：伊藤唯真元仏大学長　記念コンサート「湖笛の会」等多彩な催しあり	
- 2004年（平成16年）5月10日 - 創立130年記念事業
- 2004年（平成16年）10月1日 - 石部町と甲西町の合併により湖南市成立。湖南市に移管
- 2014年（平成26年）5月10日 - 創立140年記念事業

## 校区
- 石部、岡出一から二丁目、石部西一から三丁目、石部中央一から六丁目、石部東一から八丁目、石部北一から五丁目、石部口一から四丁目、石部緑台一から二丁目、宝来坂三丁目の一部[1]

## 進学先中学校
- 湖南市立石部中学校